# Tito Gobbi
Tito Gobbi (Bassano del Grappa, 24 oktober 1913 - Rome, 5 maart 1984) was een Italiaans bariton.

## Biografie
Gobbi studeerde rechten aan de Universiteit van Padua voor hij les nam als zanger. Zijn operadebuut maakte hij in 1935 als Graaf Rudolfo in Vincenzo Bellini's La sonnambula. In 1942 debuteerde hij in het Teatro alla Scala in Milaan als Belcore in Donizetti's L'elisir d'amore en in 1951 speelde hij voor het eerst in Covent Garden in Londen, eveneens als Belcore.
Veel van Gobbi's producties in de jaren vijftig en jaren zestig vonden plaats in Rome. Hij stond bekend om zijn unieke stem en zijn talent voor realistisch acteren. In de jaren zestig was hij ook actief als operaregisseur; een voorbeeld daarvan is de productie van Simon Boccanegra in het Royal Opera House in Londen in 1965.
Hij speelde in 25 films, zowel in 'gewone' als zangrollen. Hij zong de rol van Baron Scarpia in de filmproductie van Franco Zeffirelli van Puccini's Tosca in Covent Garden met Maria Callas in de titelrol. Het tweede bedrijf van deze productie werd door de Britse televisie uitgezonden, en is bewaard gebleven op video en dvd. Gobbi en Callas hadden deze rollen eerder gezongen in de klassieke opname van 1953 met Giuseppe di Stefano als Mario Cavaradossi en met Victor de Sabata als dirigent. Dit album is als langspeelplaat en als cd uitgebracht en wordt door velen beschouwd als de beste operaopname ooit gemaakt. Deze uitvoering wordt ook beschouwd als de beste uitvoering van Maria Callas en Tito Gobbi. Gobbi was een goede vriend en bewonderaar van Callas en heeft diverse malen interviews gegeven over hun samenwerking.
In zijn laatste jaren als operazanger trad hij op in de Lyric Opera van Chicago. Hij stopte in 1979 als operazanger en gaf een tweetal autobiografieën uit, getiteld Tito Gobbi: Mijn leven (1979) en Tito Gobbi zijn wereld, de Italiaanse Opera (1984).

## Geselecteerde opnamen
- Donizetti: L'elisir d'amore (Carosio, Monti; Santini, 1952) EMI
- Donizetti: Lucia di Lammermoor (Callas, di Stefano; Serafin, 1953) EMI
- Giordano: Fedora (Olivero, del Monaco; Gardelli, 1969) Decca Records
- Leoncavallo: Pagliacci (Callas, di Stefano; Serafin, 1954) EMI
- Leoncavallo: Pagliacci (Amara, Corelli; Matačić, 1960) EMI
- Leoni: L'oracolo (Sutherland, Tourangeau; Bonynge, 1975) Decca Records
- Mascagni: Cavalleria rusticana (Souliotis, del Monaco; Varviso, 1966) Decca Records
- Puccini: La bohème (Scotto, Poggi; Votto, 1961) Deutsche Grammophon
- Puccini: Gianni Schicchi (de los Ángeles, del Monte; Santini, 1958) EMI
- Puccini: Gianni Schicchi (Cotrubas, Domingo; Maazel, 1976) CBS/Sony
- Puccini: Madama Butterfly (de los Ángeles, di Stefano; Gavazzeni, 1954) EMI
- Puccini: Il tabarro (Mas, Prandelli; Bellezza, 1955) EMI
- Puccini: Tosca (Callas, di Stefano; de Sabata, 1953) EMI
- Puccini: Tosca (Callas, Bergonzi; Prêtre, 1964) EMI
- Puccini: Le villi (Scotto, Domingo, Nucci; Maazel, 1979) CBS/Sony
- Rossini: Il barbiere di Siviglia (Callas, Alva; Galliera, 1957) EMI
- Strauss: Salome (Tasso, Benedetti, Djanel; Simonetto, 1952) MYTO
- Verdi: Aïda (Callas, Barbieri, Tucker; Serafin, 1955) EMI
- Verdi: Un ballo in maschera (Callas, Ratti, Barbieri, di Stefano; Votto, 1956) EMI
- Verdi: Don Carlos (Stella, Nicolai, Filippeschi, Christoff; Santini, 1954) EMI
- Verdi: Falstaff (Schwarzkopf; Karajan, 1956) EMI
- Verdi: Nabucco (Souliotis, Prevedi; Gardelli, 1965) Decca Records
- Verdi: Otello (Rysanek, Pirazzini, Vickers; Serafin, 1960) RCA
- Verdi: Rigoletto (Callas, di Stefano; Serafin, 1955) EMI
- Verdi: Simon Boccanegra (de los Ángeles, Campora, Christoff; Santini, 1957) EMI
- Verdi: La traviata (Stella, di Stefano; Serafin, 1955) EMI